# Ruine Wielandstein (Lenningen)
Die Ruine Wielandstein ist eine Höhenburgengruppe, die heute aus den Ruinen des Hinteren Wielandsteins, des Zwischen-Wielandsteins, des Mittleren Wielandsteins, Alt-Wielandstein und dem Vorderen Wielandstein besteht. Sie befinden sich auf einem Felsgrat des Wielandsteins über dem Tobeltal, etwa 2000 Meter südöstlich von Oberlenningen, einem Ortsteil der Gemeinde Lenningen, im Landkreis Esslingen in Baden-Württemberg.

## Geschichte

### Erbauung im Hochmittelalter

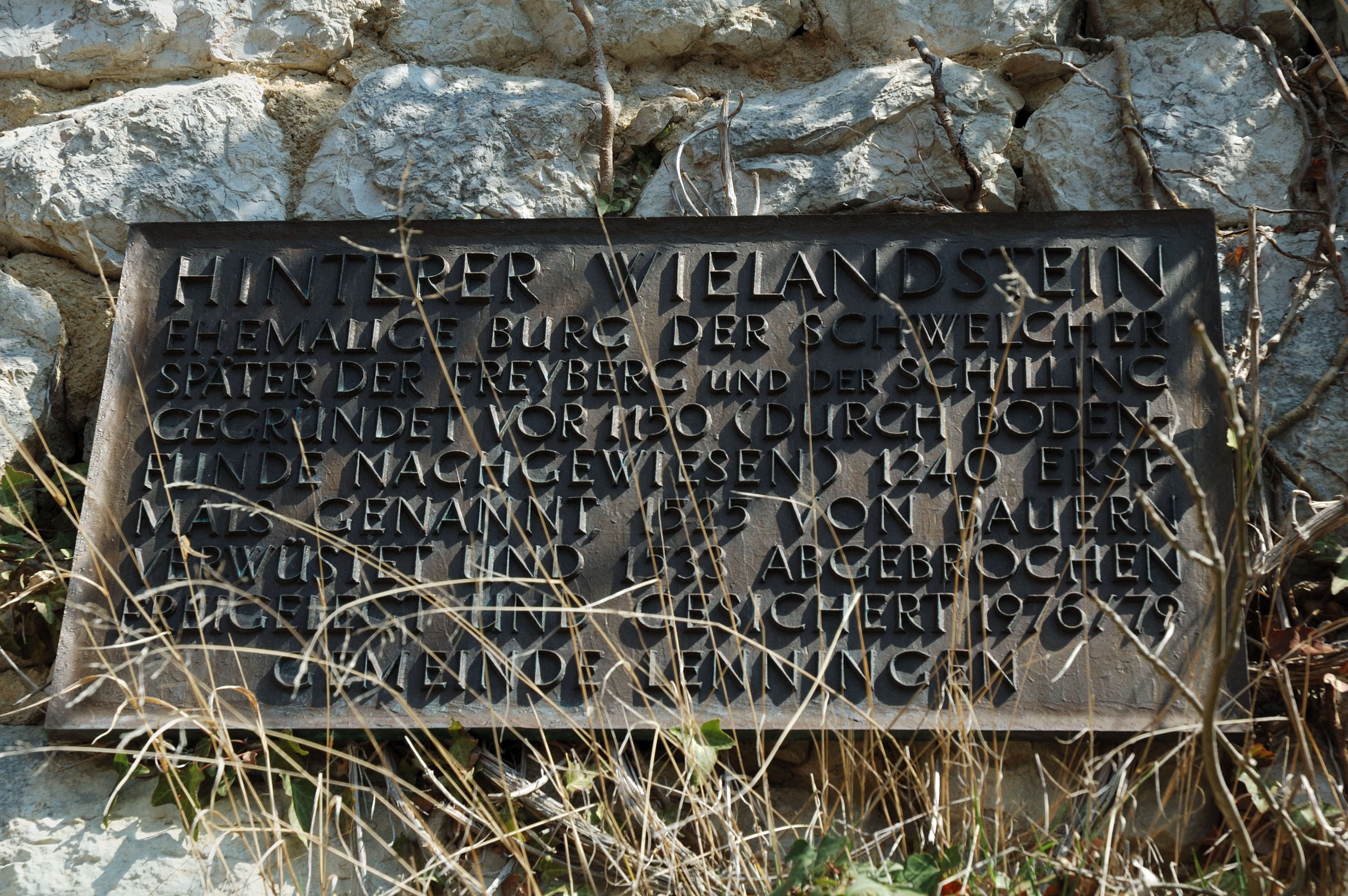
Informationstafel an der Ruine: „Hinterer Wielandstein. Ehemalige Burg der Schwelcher, später der Freyberg und der Schilling. Gegründet vor 1150 (durch Bodenfunde nachgewiesen). 1240 erstmals genannt. 1525 von Bauern verwüstet und 1533 abgebrochen. Freigelegt und gesichert 1976/79. Gemeinde Lenningen“

Die ersten Burgen der Gruppe, der Alt-Wielandstein und der Hintere Wielandstein, wurden um 1150 erbaut, und seit 1240 werden die Herren von Wielandstein, ritterliche Dienstmannen der Herzöge von Teck, erwähnt, die um 1330 die Burg aufgaben. Alt-Wielandstein war eine kleine Burg in ovaler Form, Reste einer wahrscheinlich großen Burgmauer sind erhalten, aber keine Reste von Gebäuden. Die Felsspitze des Hinteren Wielandsteins zeigt Mauerreste, für die ein kleiner Turm angenommen wird. Dieser diente vermutlich als Beobachtungsturm für Alt-Wielandstein nach Osten, um den Zugang von der Alb unter Kontrolle zu haben, der von Alt-Wielandstein aus nicht einsehbar war.

### Umbau der Wielandburgen und Erweiterung
Um 1250 wird der Hintere Wielandstein umgebaut, zeitgleich entstehen der Mittlere und der Vordere Wielandstein. Alt-Wielandstein wurde aufgegeben und seine Steine wohl für den Bau des Vorderen Wielandsteins abgebrochen. Mittlerer und Vorderer Wielandstein wurden um Felsgruppen herumgebaut. DerMittlere Wielandstein wird aufgrund der Mauerreste als ein Turm mit einer Grundfläche von 5 × 7,5 Metern angenommen. Am Rest des Vorderen Wielandsteins findet sich noch eine bis zu 3,8 Meter starke Schildmauer in Teilen erhalten. Für ihn wird über seine Fläche von eta 20 × 20 Meter ein Fachwerkbau angenommen.
Der Hintere Wielandstein bestand vor dem Umbau von 1250 aus zwei in der Summe etwa 50 Meter langen und auch schmalen Fachwerkbauten. Mittelalterliche Versorgung ist durch Keramikfunde belegt. Der Umbau führte zur Erweiterung der Grundfläche und des Ausbaus eines Kellers; ein weiterer Graben wurde eingefügt. Damit wurde der Hintere Wielandstein geteilt und der Zwischen-Wielandstein eigenständig.

### Ende der Wielandburgen

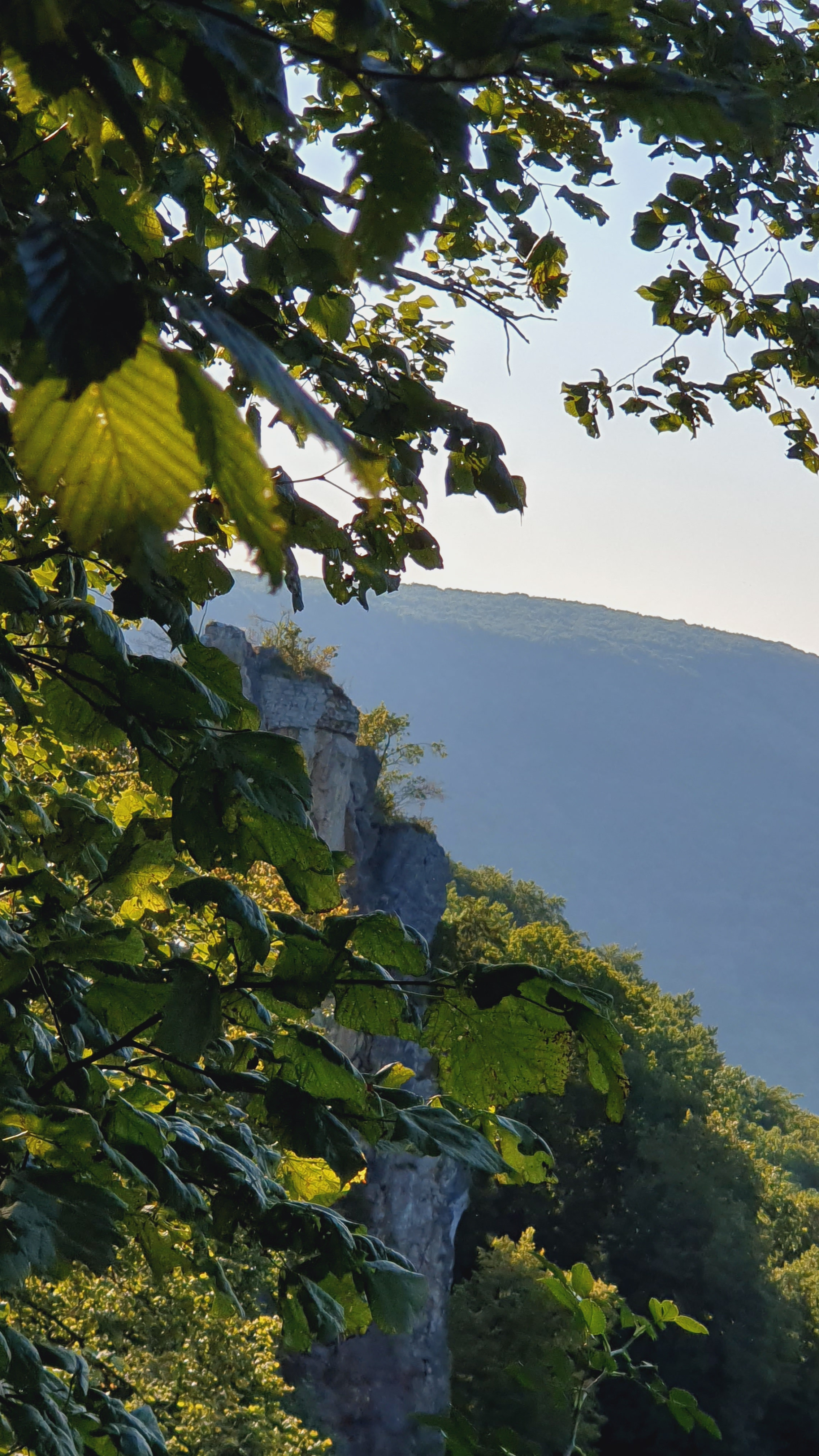
Fernblick zur Ruine Wielandstein

Um 1350 gelten nur noch der Mittlere und Hintere Wielandstein als bewohnt.
1386 kam der Hintere Wielandstein in den Besitz der Württemberger Grafen. Um 1450 war dann nur noch der Hintere Wielandstein bewohnt und wird 1478 der Adelsfamilie Schilling als freies Eigentum übergeben. Zu dieser Zeit sind bereits alle anderen Burgteile nicht mehr bewohnbar. 1525 wurde die Burg im Bauernkrieg vollends zerstört und gelangte 1553 in den Besitz der Gemeinde Oberlenningen, die das nun auch zerfallene Gemäuer des Hinteren Wielandsteines als Steinbruch nutzte.
1976 bis 1979 wurden die Reste der Burg von der Gemeinde Lenningen freigelegt und gesichert. Sieben Halsgräben sind nachgewiesen und trennten die einzelnen Burgteile einst gegeneinander.

### Warte Hohgreutfels
Am Hohgreutfels liegen die Überreste einer der Wielandstein-Burgengruppe zugerechneten Warte. Die kleine, etwa 10 × 10 Meter messende Anlage war von zwei Gräben gesichert. Kleinfunde datieren die Anlage in die zweite Hälfte des 13. Jahrhunderts. Von hier sollte wohl das von den Hauptburgen nicht einsehbare Gelände talaufwärts vom Dorf Lenningen und die Albhochfläche über der Burg kontrolliert werden.

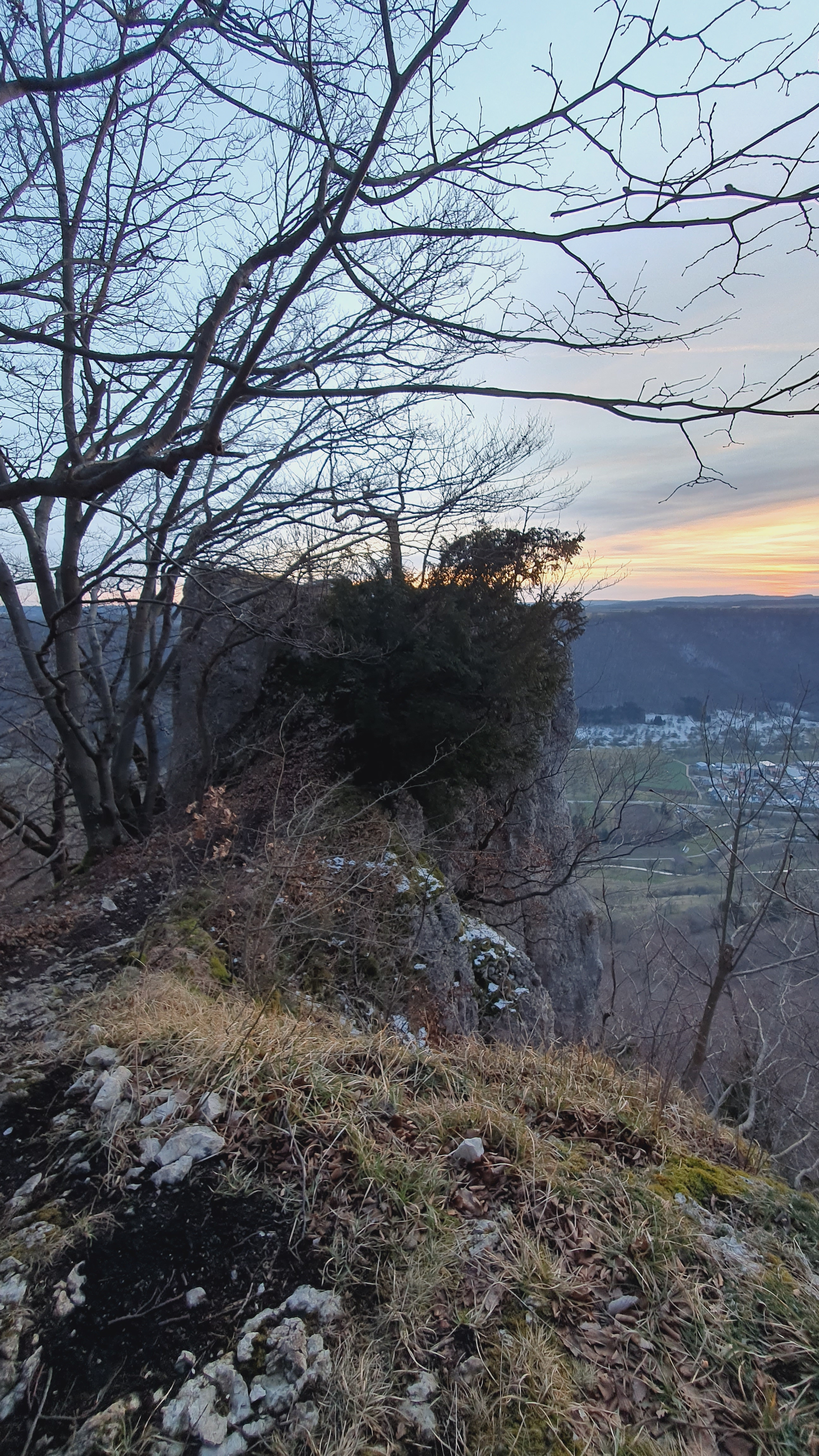
Der Hohgreutfels-Felsen
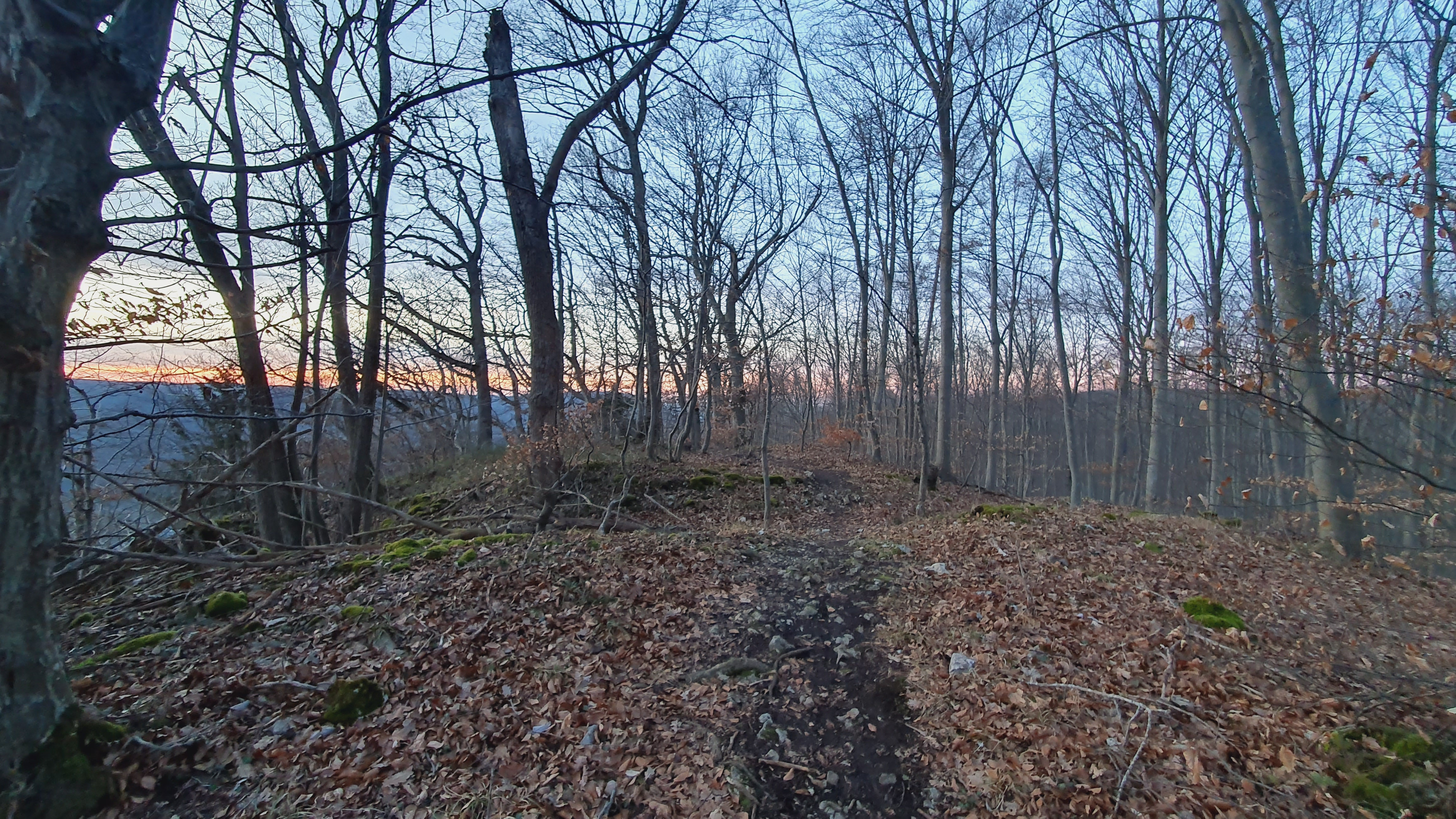
Burgstall Warte Hohgreutfels mit Halsgraben
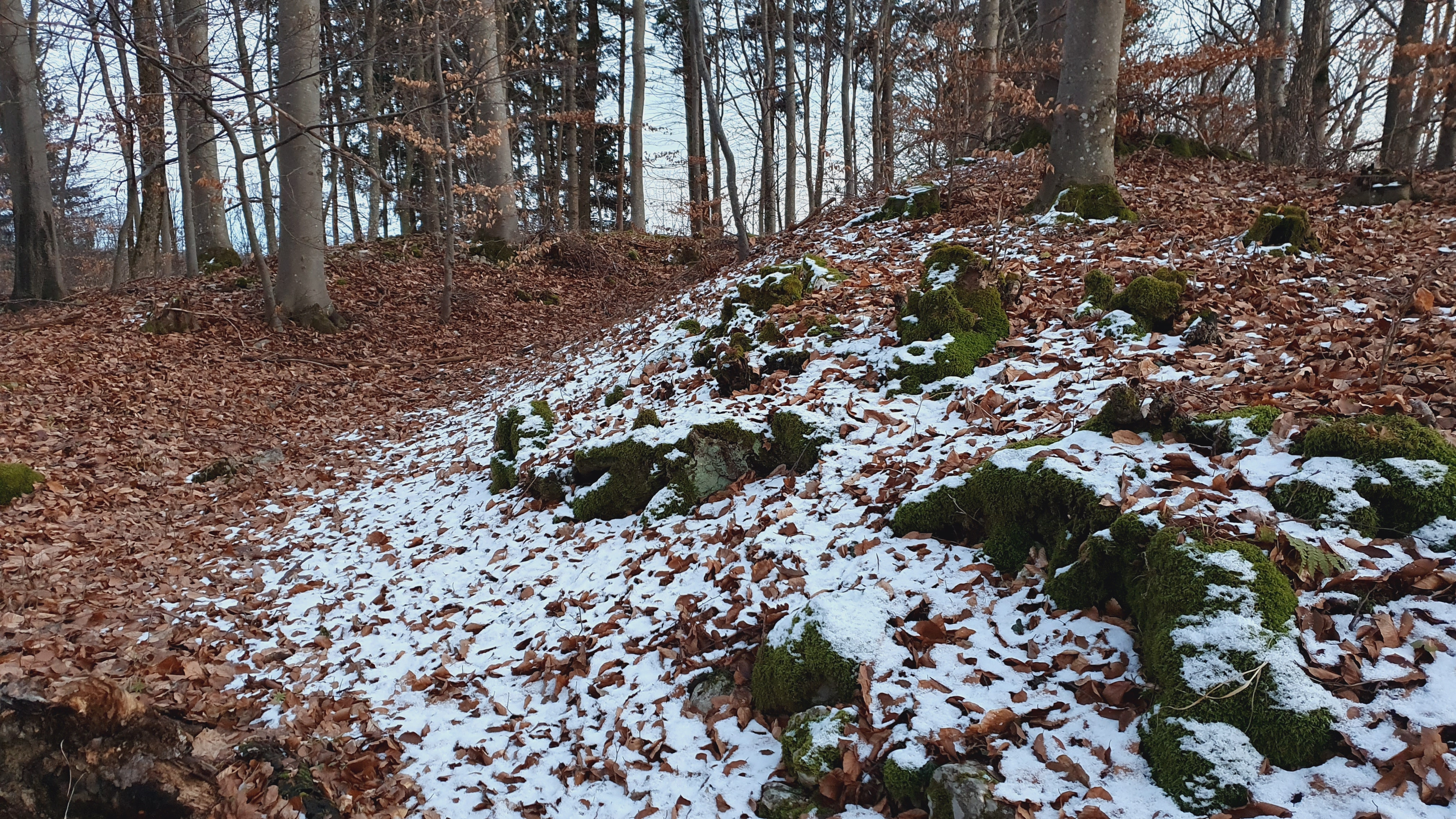
Umlaufender Halsgraben der Warte

## Felssturz und Sperrung
2007 lösten anhaltende Regenfälle an der Bergseite des Wielandsteins einen Felssturz von etwa 50 m2 aus. In der Nacht vom 13. auf den 14. Januar 2015 gab es einen neuerlichen, diesmal großflächigen Felssturz bei dem sich rund ein Drittel des Felsmassivs löste, worauf der Zugang zur Burg sowie Wanderwege und alle Kletterrouten am Wielandstein gesperrt wurden. Die Sanierungsarbeiten dauern an bis geklärt ist, ob weitere Felsabgänge möglich sind.